# East Kingston (Nuevo Hampshire)
East Kingston es un pueblo ubicado en el condado de Rockingham en el estado estadounidense de Nuevo Hampshire. En el Censo de 2010 tenía una población de 2.357 habitantes y una densidad poblacional de 90,46 personas por km².

## Geografía
East Kingston se encuentra ubicado en las coordenadas 42°55′33″N 71°0′10″O / 42.92583, -71.00278. Según la Oficina del Censo de los Estados Unidos, East Kingston tiene una superficie total de 26.06 km², de la cual 25.89 km² corresponden a tierra firme y (0.62%) 0.16 km² es agua.

## Demografía
Según el censo de 2010, había 2.357 personas residiendo en East Kingston. La densidad de población era de 90,46 hab./km². De los 2.357 habitantes, East Kingston estaba compuesto por el 97.92% blancos, el 0.13% eran afroamericanos, el 0.04% eran amerindios, el 0.72% eran asiáticos, el 0% eran isleños del Pacífico, el 0.3% eran de otras razas y el 0.89% pertenecían a dos o más razas. Del total de la población el 0.93% eran hispanos o latinos de cualquier raza.